# Partîzanske, Novohrad-Volînskîi
Partîzanske (în ucraineană Партизанське) este un sat în comuna Suhovolea din raionul Novohrad-Volînskîi, regiunea Jîtomîr, Ucraina.

## Demografie
Componența lingvistică a localității Partîzanske
     Ucraineană (85%)
     Rusă (5%)
Conform recensământului din 2001, majoritatea populației localității Partîzanske era vorbitoare de ucraineană (85%), existând în minoritate și vorbitori de polonă (10%) și rusă (5%).